# Geronimo
Goyaałé, scris uneori Goyathlay (sau Goyahkla în engleză; n. 16 iunie 1829, Gila, New Mexico, SUA – d. 17 februarie 1909, Fort Sill⁠(d), Oklahoma, SUA), numit mai târziu și Geronimo, a fost un lider și vraci din triburile apașe Chiricahua.
S-a remarcat în luptele care au durat câteva decenii împotriva Mexicului și Statelor Unite și a expansiunii acestor state în zonele locuite de apași.

## Biografie
S-a născut într-un trib indian care locuiau în zona Râului Curcanului.
Numele său (în limba chiricahua însemnând "Cel care cască") i-a fost pus de tată după obiceiul amerindienilor, prin care se puneau nume după anumite trăsături fizice sau de comportament ale copilului respectiv.
La opt ani, și-a pierdut ambii părinți, pe când un comerciant alb, însoțit de un vânător de scalpuri, împușcă 400 de amerindieni în timpul unei petreceri.
La 17 ani, se căsătorește cu Alope și au împreună trei copii.
La 6 martie 1851, când Geronimo era la vânătoare, o companie de 400 de soldați mexicani din Sonora, conduși de colonelul José María Carrasco, a atacat așezarea de pe Râul Curcanului.
Sunt uciși mai mulți indieni, printre care și soția și copiii lui Geronimo.
Acest masacru contra unor persoane fără apărare stârnește ura lui Geronimo împotriva mexicanilor și din acel moment, acesta nu își dorește decât răzbunarea lor.
Se spune că de aici provine și numele sub care este cunoscut viteazul indian: este vorba de sfântul Ieronim (în engleză "Geronimo") invocat de mexicanii îngroziți de atacurile nemiloase ale indigenilor chiar în ziua când se sărbătorea acel sfânt.
Deși a înțeles că nu mai poate recupera pământurile răpite de coloniștii mexicani și americani, Geronimo și-a continua lupta pentru tot restul vieții.
A rămas în istorie Masacrul de la Casa Grande, celebru prin tactica perfidă a mexicanilor care au simulat că încheie armistițiu, le-au oferit indienilor rachiu de agave și apoi i-au ucis.
Geronimo s-a retras într-o peșteră și nu a putut fi găsit.
Mai multe trupe americane au fost mobilizate în căutarea sa.
S-a predat abia în 1886, fiind tratat ca un prizonier de război, nu ca un infractor.
A încetat din viață la 79 de ani, când ajunsese o celebritate.
Memoriile sale au fost apreciate de public, iar istoria vieții sale a constituit subiectul a numeroase ecranizări.
În februarie 2010, Camera Reprezentanților SUA a adoptat o rezoluție care stipula recunoașterea meritelor liderului indian, recunoscut ca un adevărat strateg al războiului de gherilă, și ca acesta să fie comemorat la 100 de ani de la moartea sa.

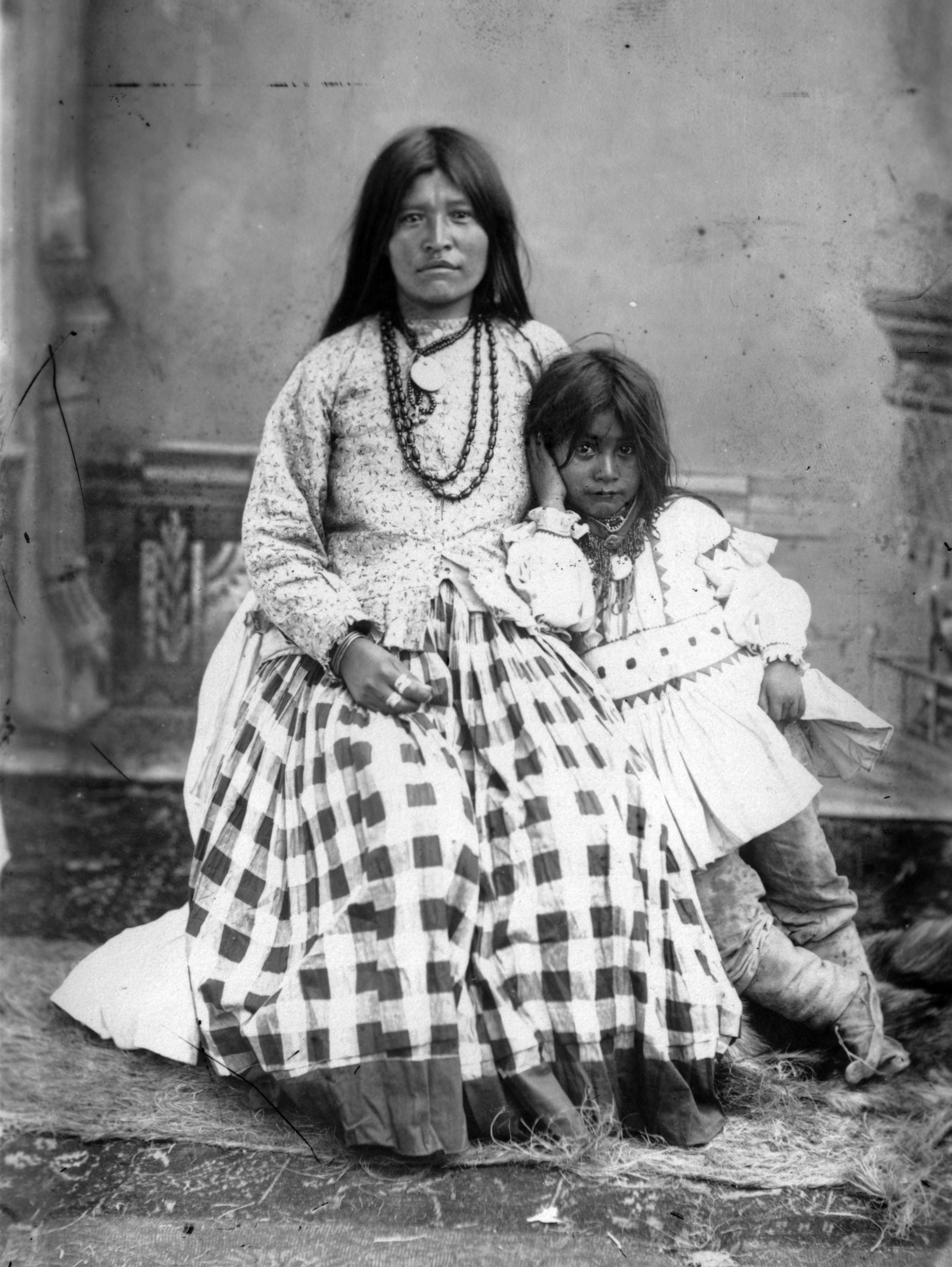
Soția și fiul lui Geronimo, 1884-1885
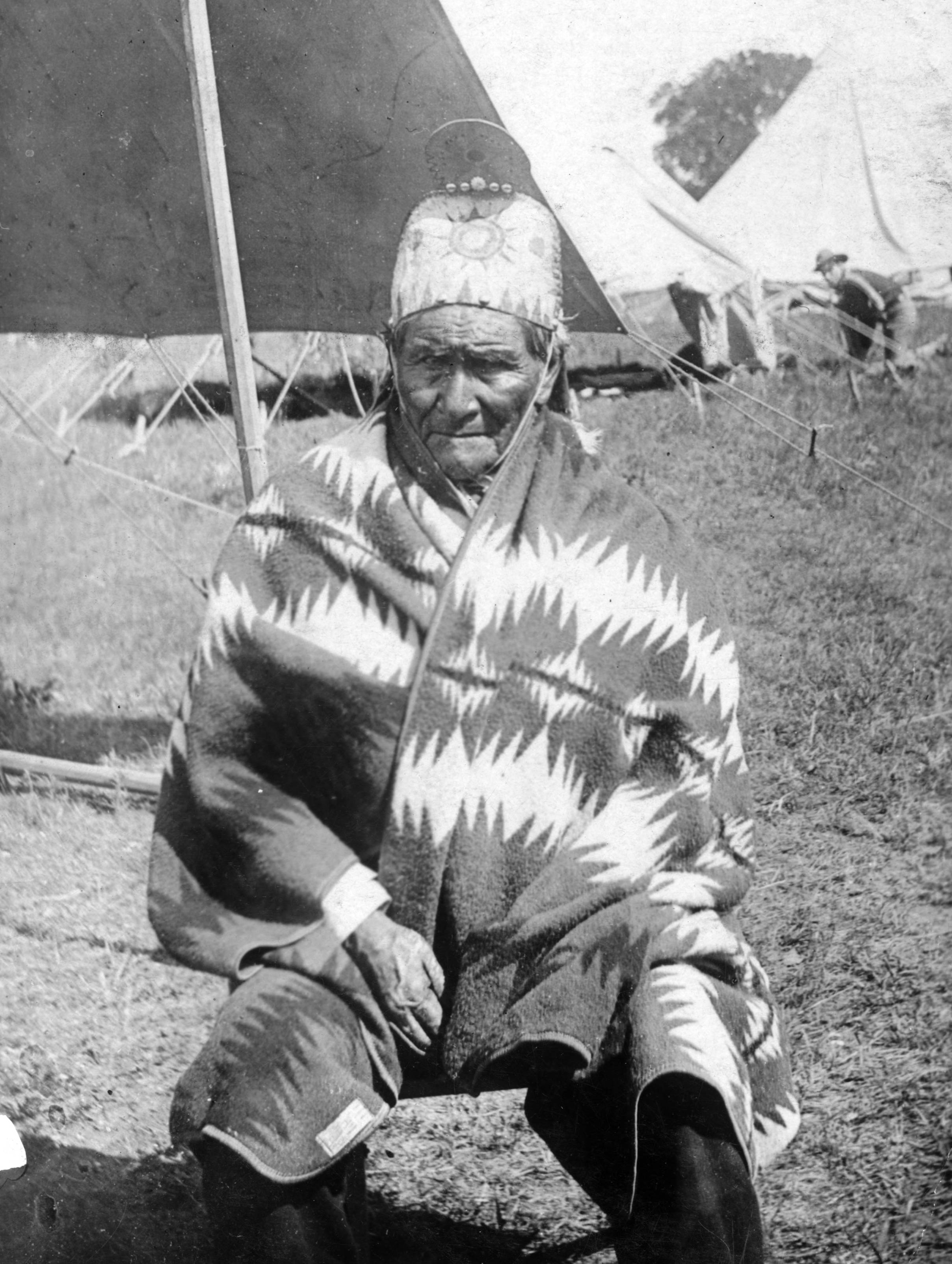
Geronimo ca prizonier al americanilor, 1905